# Кавенчин (гміна Констанцин-Єзьорна)
Кавенчин (пол. Kawęczyn) — село в Польщі, у гміні Констанцин-Єзьорна Пясечинського повіту Мазовецького воєводства.
Населення — 408 осіб (2011).
У 1975-1998 роках село належало до Варшавського воєводства.

## Демографія
Демографічна структура станом на 31 березня 2011 року:
|          | Загалом | Допрацездатний вік | Працездатний вік | Постпрацездатний вік |
| -------- | ------- | ------------------ | ---------------- | -------------------- |
| Чоловіки | 202     | 49                 | 135              | 18                   |
| Жінки    | 206     | 39                 | 132              | 35                   |
| Разом    | 408     | 88                 | 267              | 53                   |